# The Garden
A "The Garden" a 11. dal az amerikai Guns N’ Roses zenekar Use Your Illusion I albumáról, valamint az 5. az Use Your Illusion válogatáslemezen. A dalon még az Appetite for Destruction megjelenése előtt dolgozni kezdtek, de a lemezre végül nem került fel. a szöveget Axl Rose, West Arkeen és Del James írta.
A Shock rock úttörője Alice Cooper vendégszerepel a dalban, a Blind Melon együttes korábbi énekesével Shannon Hoon-nal.
A videóklipet olyan New York-i helyeken forgatták mint a Times Square és a Washington Square Park, majd az Use Your Illusion Turné promotálására használták. A videoban szereplő sztriptízbárok miatt az MTV csak kevésszer vetítette a klipet, majd a Welcome to the Videos DVD-re is felkerült.

## Közreműködők
- Axl Rose – ének, háttérvokál, producer
- Slash – gitár, ritmusgitár, akusztikus gitár, producer
- Duff McKagan – basszusgitár, production
- Matt Sorum – dobok, ütőhangszerek, producer
- Alice Cooper – ének
- Shannon Hoon – háttérvokál
- West Arkeen – akusztikus gitár